# Gary Minihan
Gary Minihan, född 24 januari 1962, är en friidrottare från Australien. Han deltog vid olympiska sommarspelen 1984.